# کووا
کووا (به انگلیسی: Couva) شهری در کشور ترینیداد و توباگو، استان کووا-تاباکیته-تالپارو است که جمعیت آن در سرشماری سال ۲۰۰۵ میلادی ۲٫۸۳۶ نفر بوده‌است.